# Архітектура Башкортостану

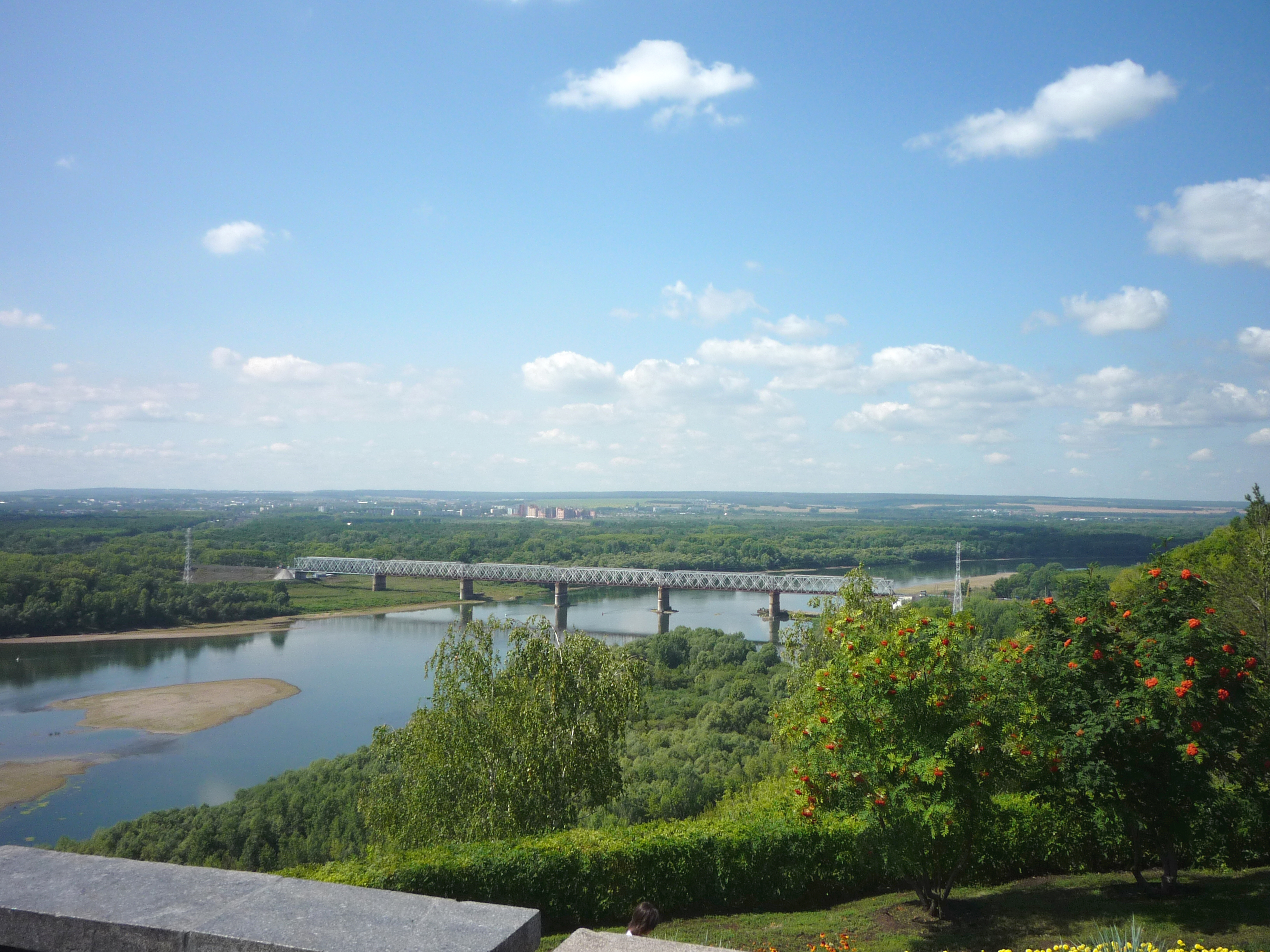
Уфимський залізничний міст

Архітектура Башкортостану — сукупність будівельних об'єктів — будівель і споруд, що створюють матеріально організоване середовище проживання людини на території Башкортостану.

## Історія

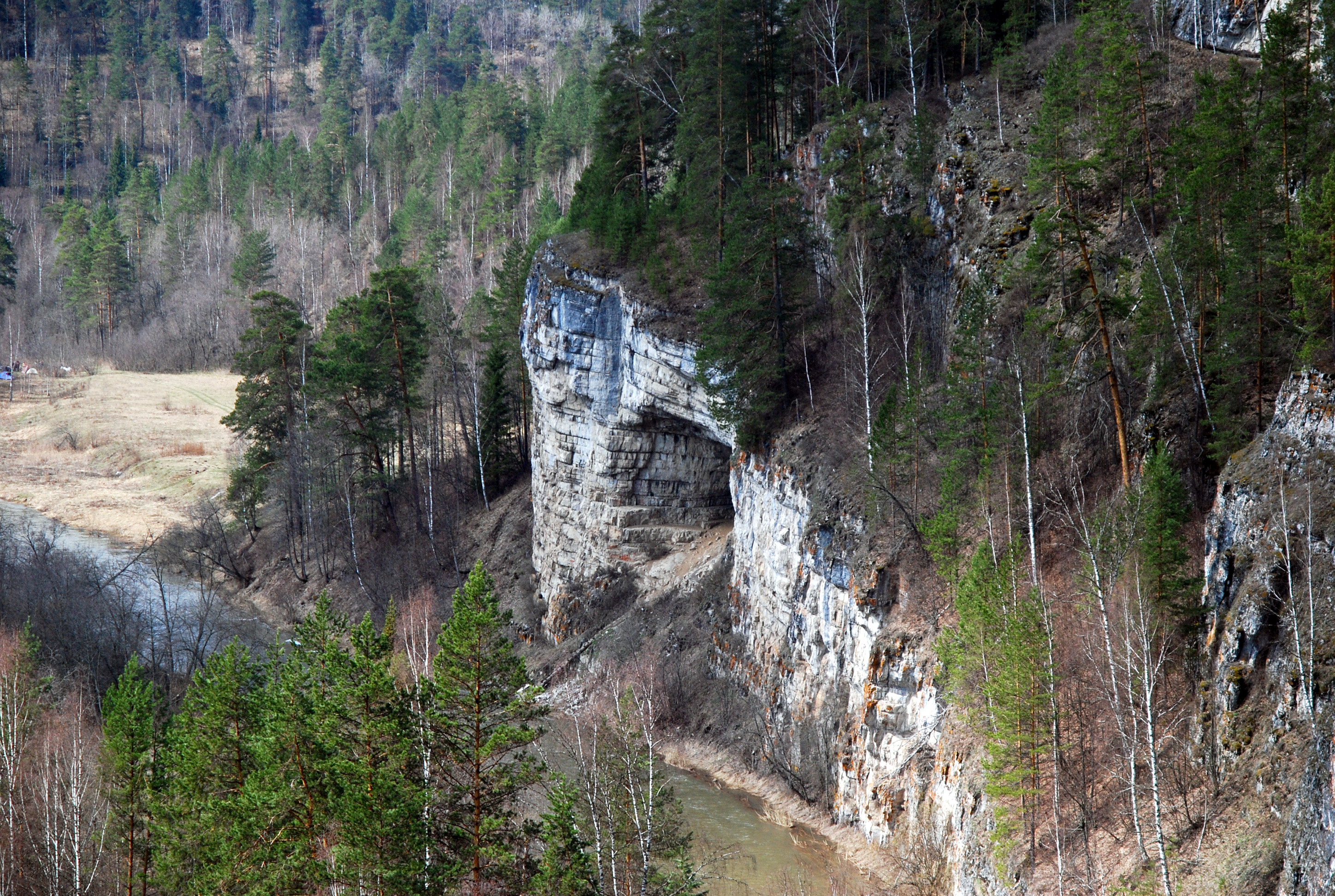
Річка Сім і вхід до Ігнатьєвської печери

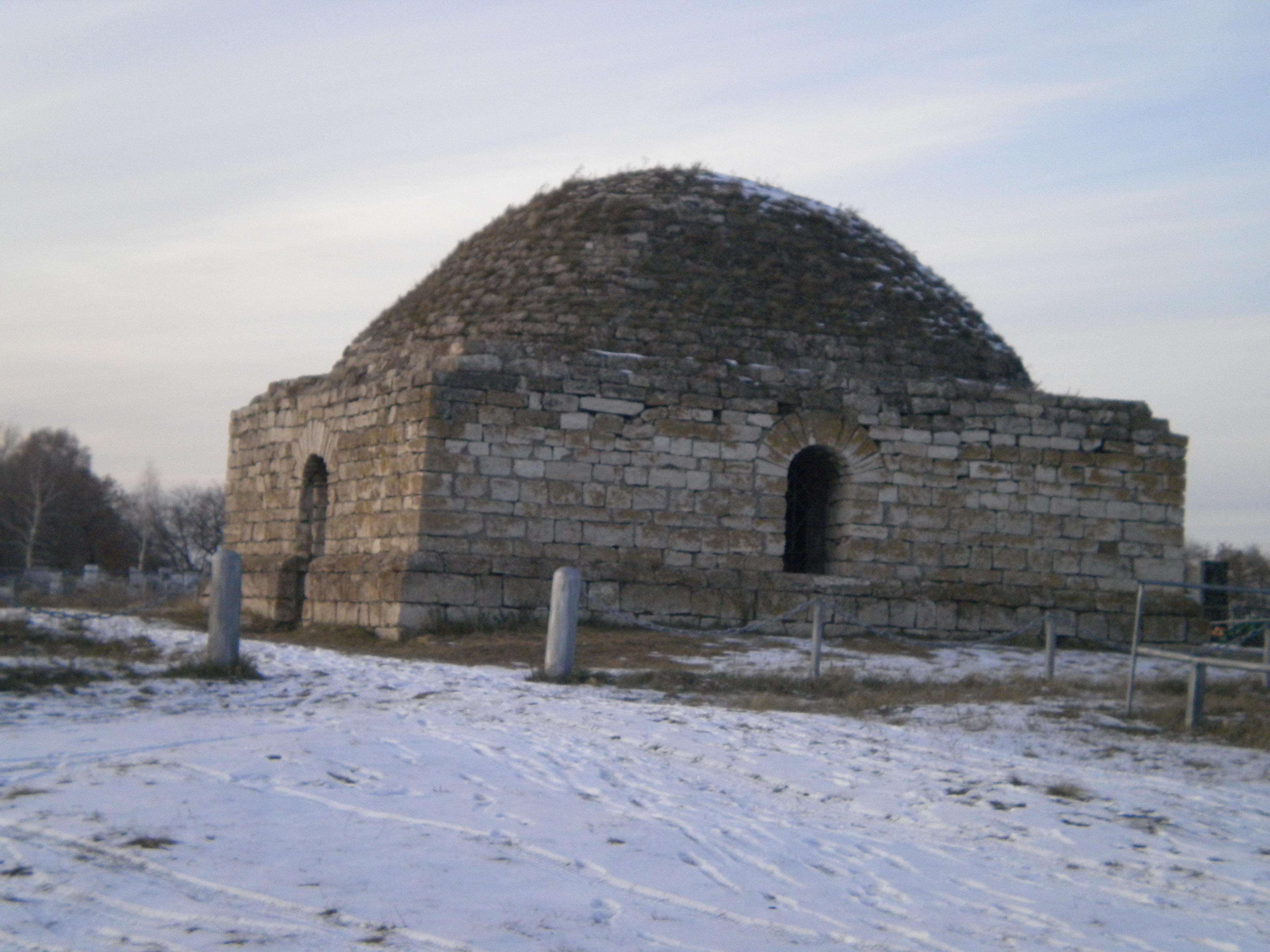
Мавзолей Хусейн-бека. XIV століття.

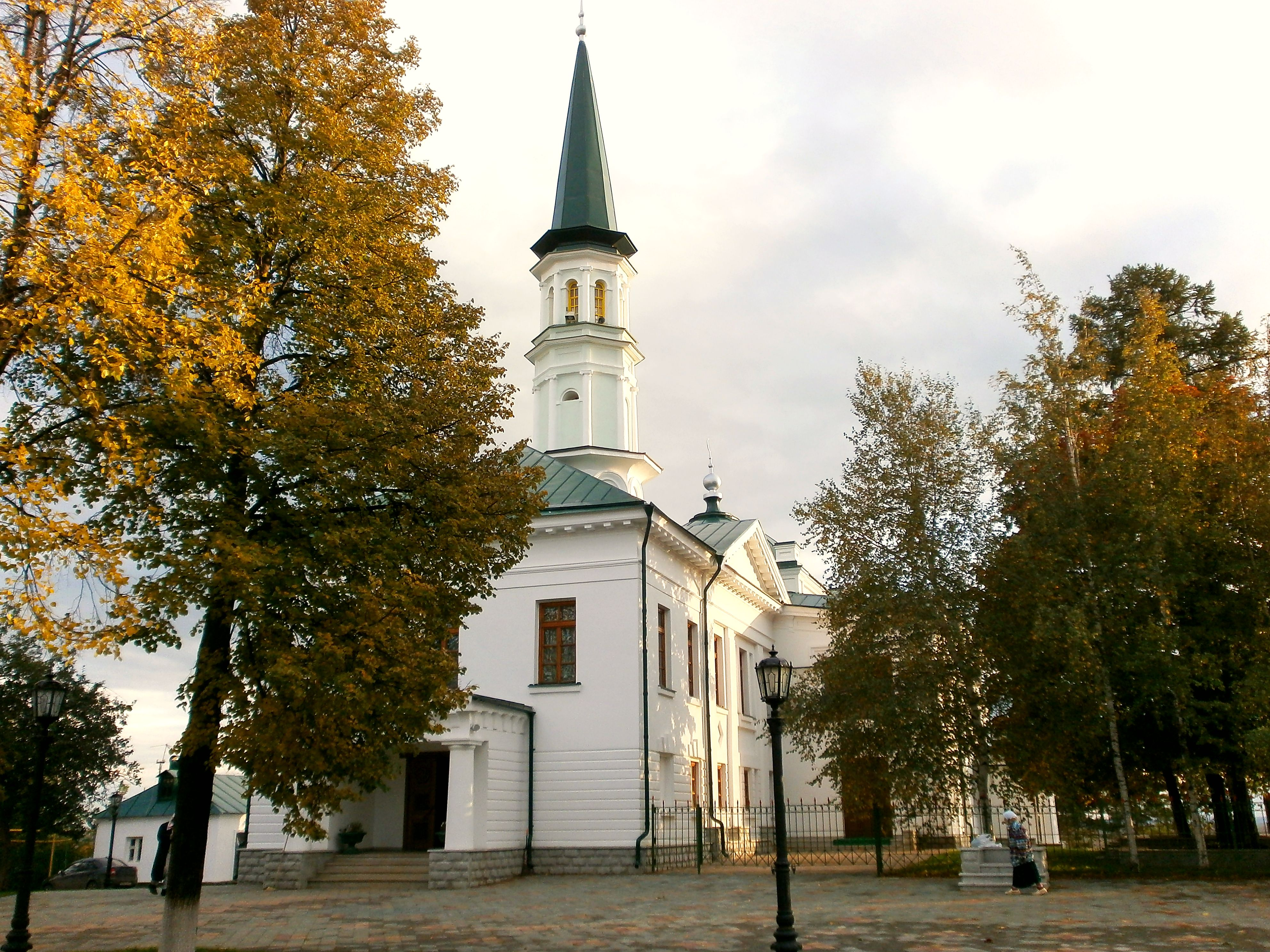
Перша соборна мечеть Уфи, побудована 1830 року

Зародження архітектури в Башкортостані пов'язане з появою в кам'яну добу найпростіших сховищ та жител. Як природні укриття і храми, святилища первісні люди на території Башкортостану використовували карстові печери (Ігнатьєвське святилище, Шульган-Таш). Перші житла облаштовувалися в ущелинах скель (Урта-Тубе) або вирубувалися в скелі і перекривалися колодами (Суртандинські стоянки).
В неоліті тут будували прямокутні подовжені будинки, з'єднані один з одним переходами. У бронзовому столітті (абашевська культура) будували споруди з дерев'яними або обмазаними глиною стінами, які для оборонних цілей розташовувалися по периметру поселення (Тюбяк). Для зрубної культури було типовим лінійне планування будинків-землянок або напівземлянок (Юмаковські поселення). Подібне планування поселень була і в андроновській культурно-історичній спільноті з житлами наземного типу і складними пристінними спорудами.
Серед пам'яток давньої архітектури Зауралля виділяються городища замкнутого типу Країни міст (Аркаїм, Берсуат, Синташта та інші).
В залізну добу з'являються укріплені городища ананьїнської, п'яноборської і кара-абизької культур. Поселення укріплювались валами, стінами та іншими спорудами. До числа поховальних пам'яток належать курганні могильники (Баїшевські кургани, Синташта, Філіповські кургани та інші). Традиційним житлом кочових народів Південного Уралу (башкирів, булгар, кипчаків та ін.) була юрта — основний тип жител тимчасових кочівель. Характер використання таких тимчасових жител був продиктований сезонними кочівлями. У башкирів, також були поширені землянки, каркасні, саманні та зрубні житлові будівлі.
До ранніх форм кам'яного зодчества відносяться менгіри — кам'яні стовпи, які відігравали роль перших монументів, орієнтирів, пов'язаних з кочовим укладом родоплемінних громад. Менгіри збереглися поблизу с. Табулда Стерлібашевського району.

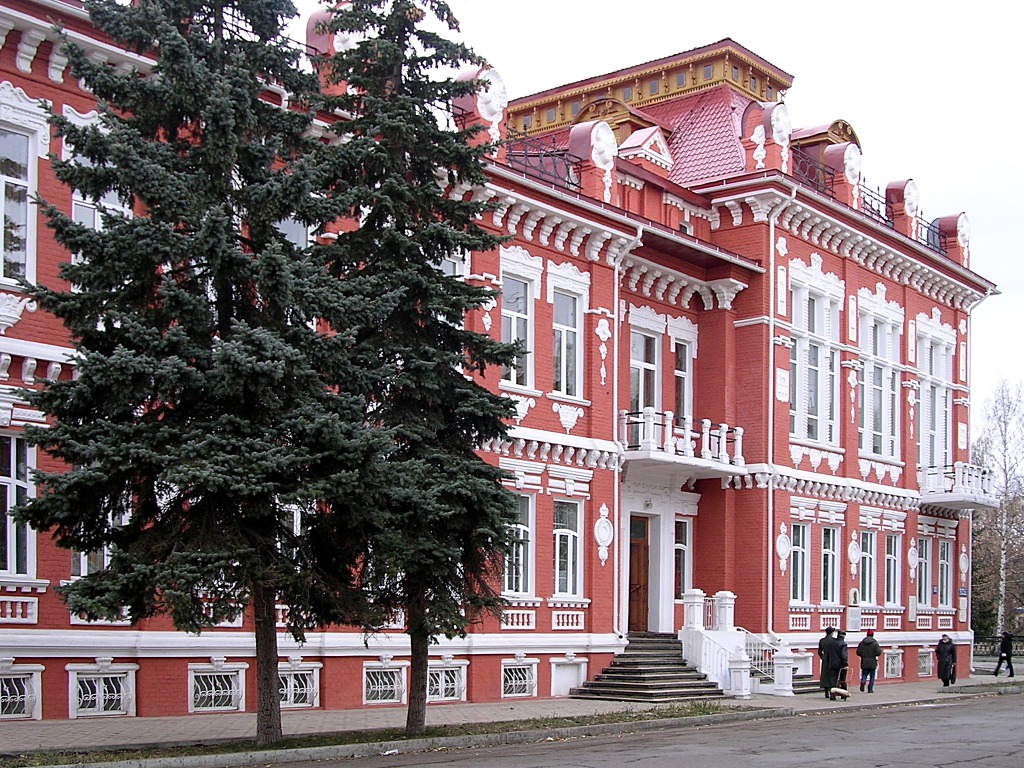
Будівля Земської управи в Стерлітамаку

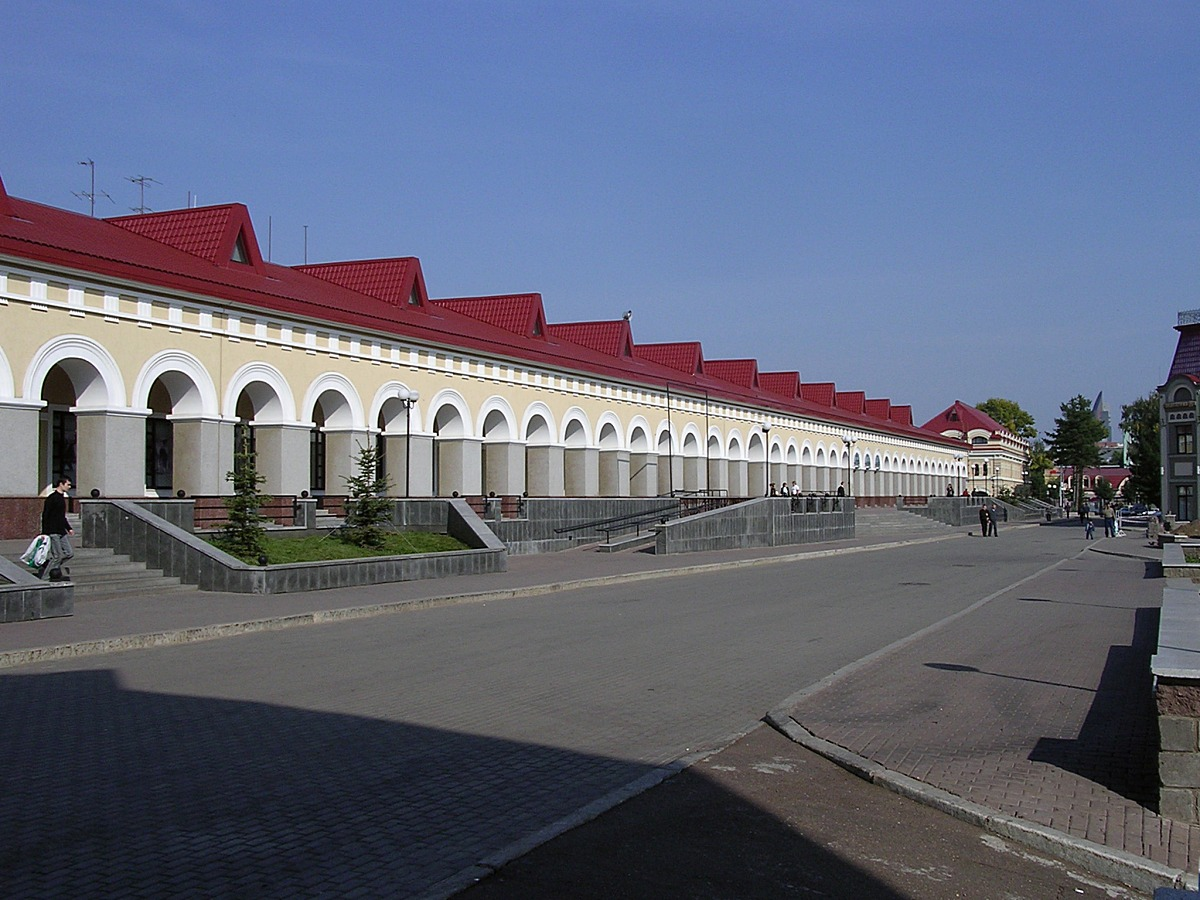
Гостинний двір (Уфа)

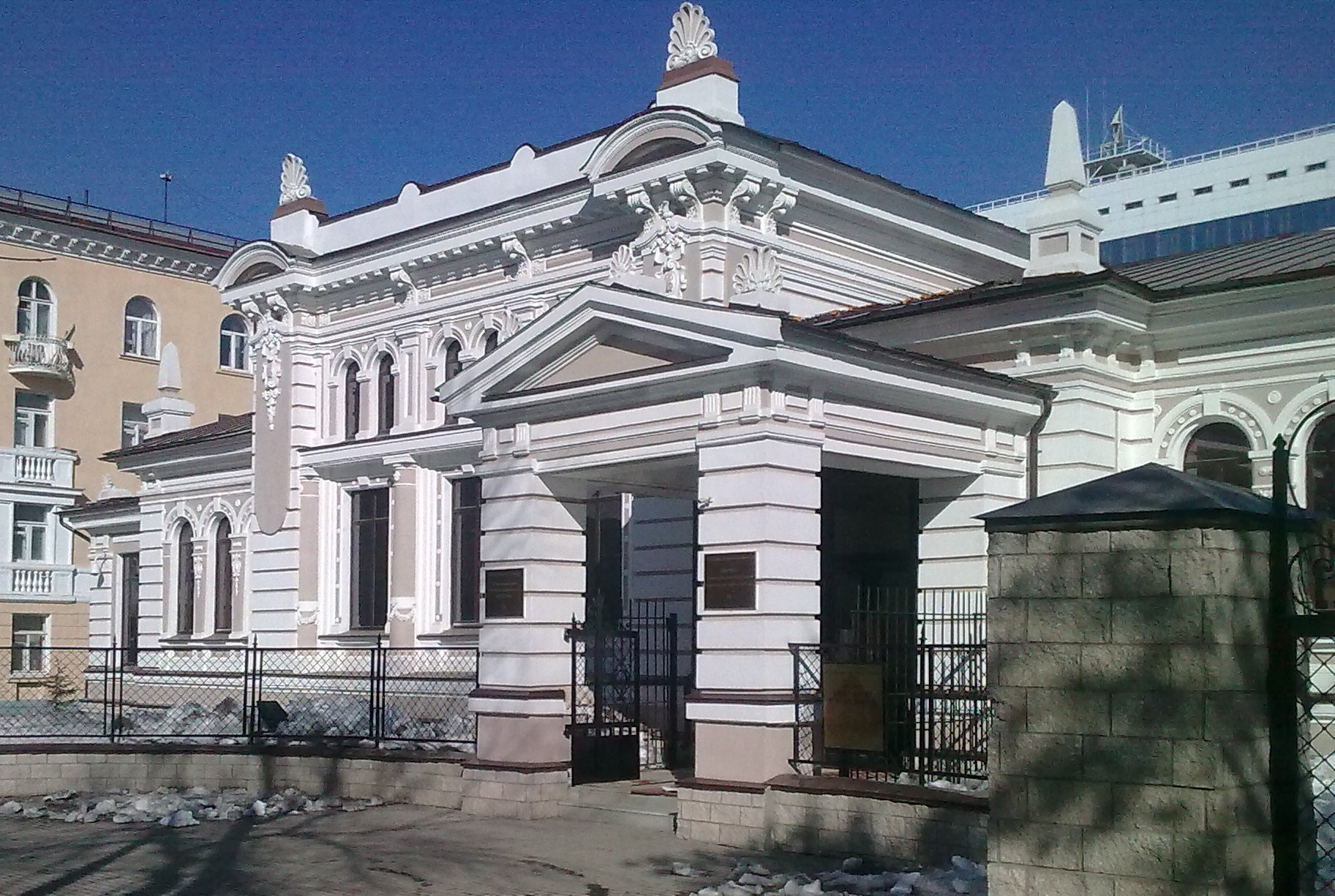
Будинок Поносової-Молло

У X–XV століттях на території РБ відбувався поступовий перехід до осілості і примітивного землеробства, що дало умови для розвитку дерев'яного зодчества з доступних матеріалів, відбувається формування складних типів жител. Перші села були сплановані на криволінійних і променевих схемах. Поширеними типами дерев'яних житлових будинків були чотиристінки (дурт мейэшле ей) і будинки зі зв'язком — два окремі чотиристінні зруби, сполучені колодяними сіньми (кара-каршы ей). У XIX—XX століттях з'являються п'ятистінки. В 30-і роки XX століття в БАССР набули поширення будинки з прирубом — чотиристінок, що має прибудову. Ці будинки у процесі їх використання зазнавали змінень внутрішньої частини відповідно до особливостей соціального устрою життя башкирів.
У XIV столітті виникають перші кам'яні будівлі меморіального та культового призначення — кешене (кешене Бендебіке, мавзолей Хусейн-бека, мавзолей Тура-хана та інші).
З XVI ст. зростає кількість мечетей, які будуються з дерева у вигляді жител. Спочатку мечеті ставилися на підкліт і мали 8-гранну або круглу молитовну залу. Найраніша споруда цього типу — Тошкурівська мечеть у Балтачевському районі (кінець XVI — початок XVII століття). Подальший розвиток архітектури пов'язаний з приєднанням Башкортостану до Росії.
У містах республіки — початку XVII століття зводиться найраніша християнська будівля на території кремля в Уфі — Смоленська церква. Зводяться монастирі — Успенський і Христо-Різдвяний.
До пам'яток XVIII століття відносяться Казанська Церква (1758; нині Казансько-Богородицька Церква), Троїцька церква (1758) в селі Верхньотроїцьке Туймазинського району та Христоріздвяна церква в селі Березовка Уфимського району, які спочатку містили елементи російського бароко.
У XVIII столітті зароджується промислова архітектура. Найраніші комплекси, що включають споруди різного призначення — Воскресенський завод, Верхоторський завод та інші побудовані в стилі російського бароко.

## Архітектура XIX століття

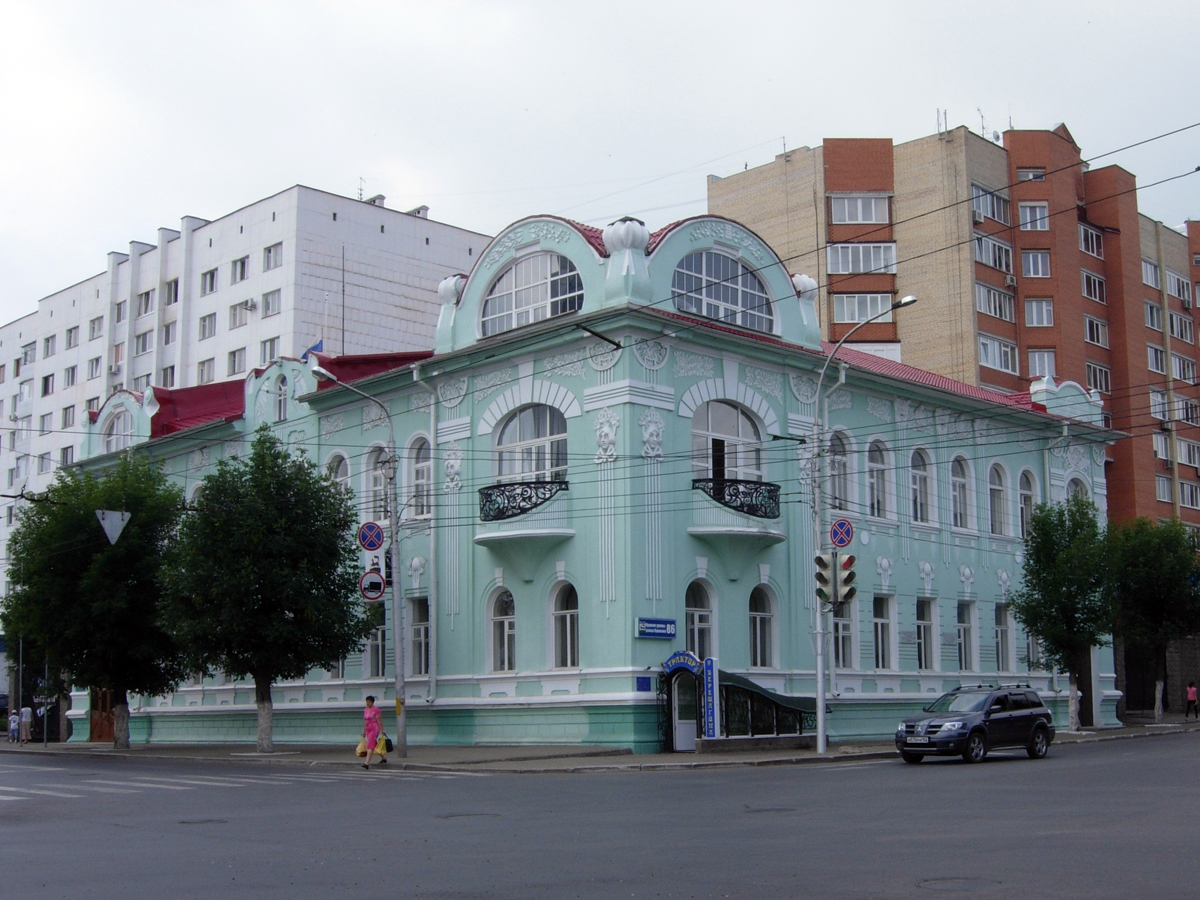
Будинок Костеріна і Чернікова, побудований 1830 року

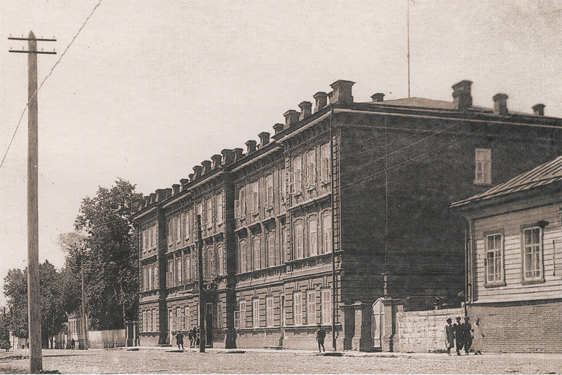
Уфимський учительський інститут

1-а половина XIX століття характеризується становленням класицизму, переходом до регулярного планування населених пунктів. Починається активне будівництво кам'яних житлових будинків. До пам'яток архітектури XIX століття в Уфі належать будівля Гостиного двору, Духовної семінарії (1827, арх. Трофімов), Будинок губернатора.
Найзначніші культові споруди цього періоду: Покровська (1817–23) і Спаська (1824–45) церкви, Перша соборна мечеть (1830), Воскресенський кафедральний собор (1841), Іоанно-Предтеченська церква (1831–45), собор Михайла Архангела в Белебеї (1828), Троїцька церква в с. Ніколо-Березовка (1808—1904). До уфимських пам'яток кам'яної цивільної архітектури в стилі класицизму належать Торгові ряди (1820–36, арх. А. І. Мельников).
До зразків романтизму, що еклектично запозичив азійські стильові мотиви, відносяться Четверта (1906) і П'ята (1906–09) соборні мечеті в Уфі.

## Архітектура XX століття

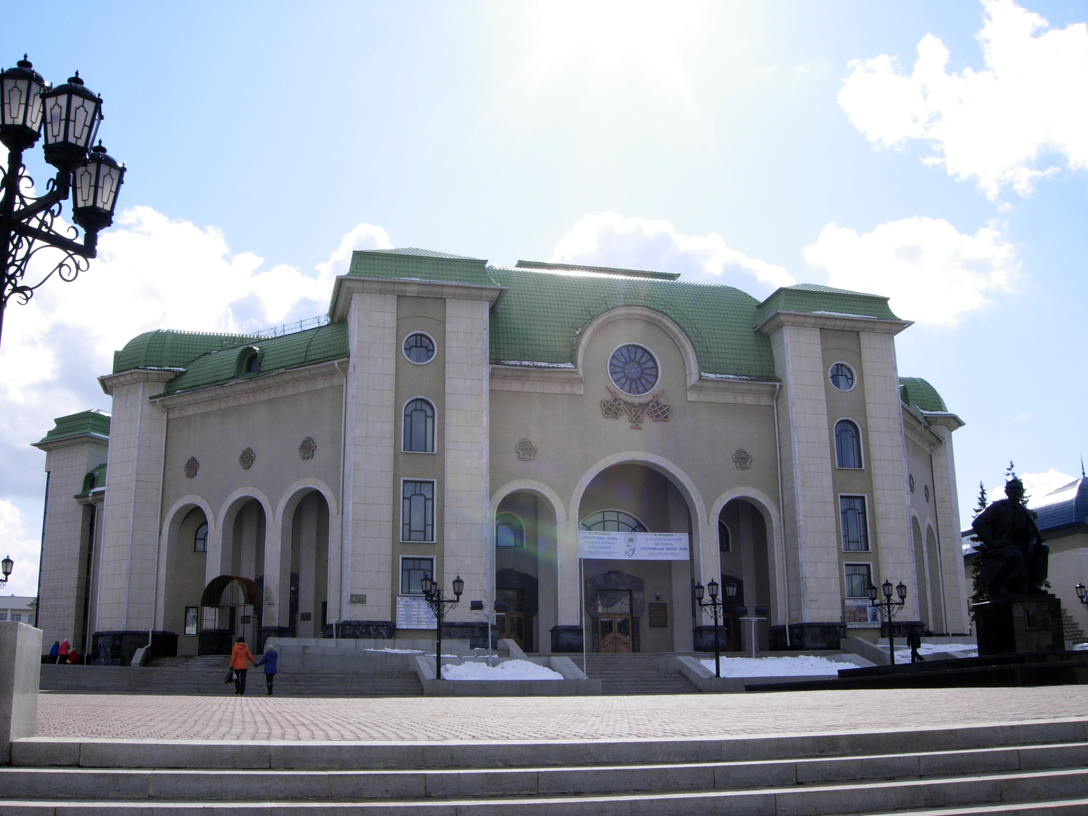
Башкирська академічний театр драми імені М. Гафурі

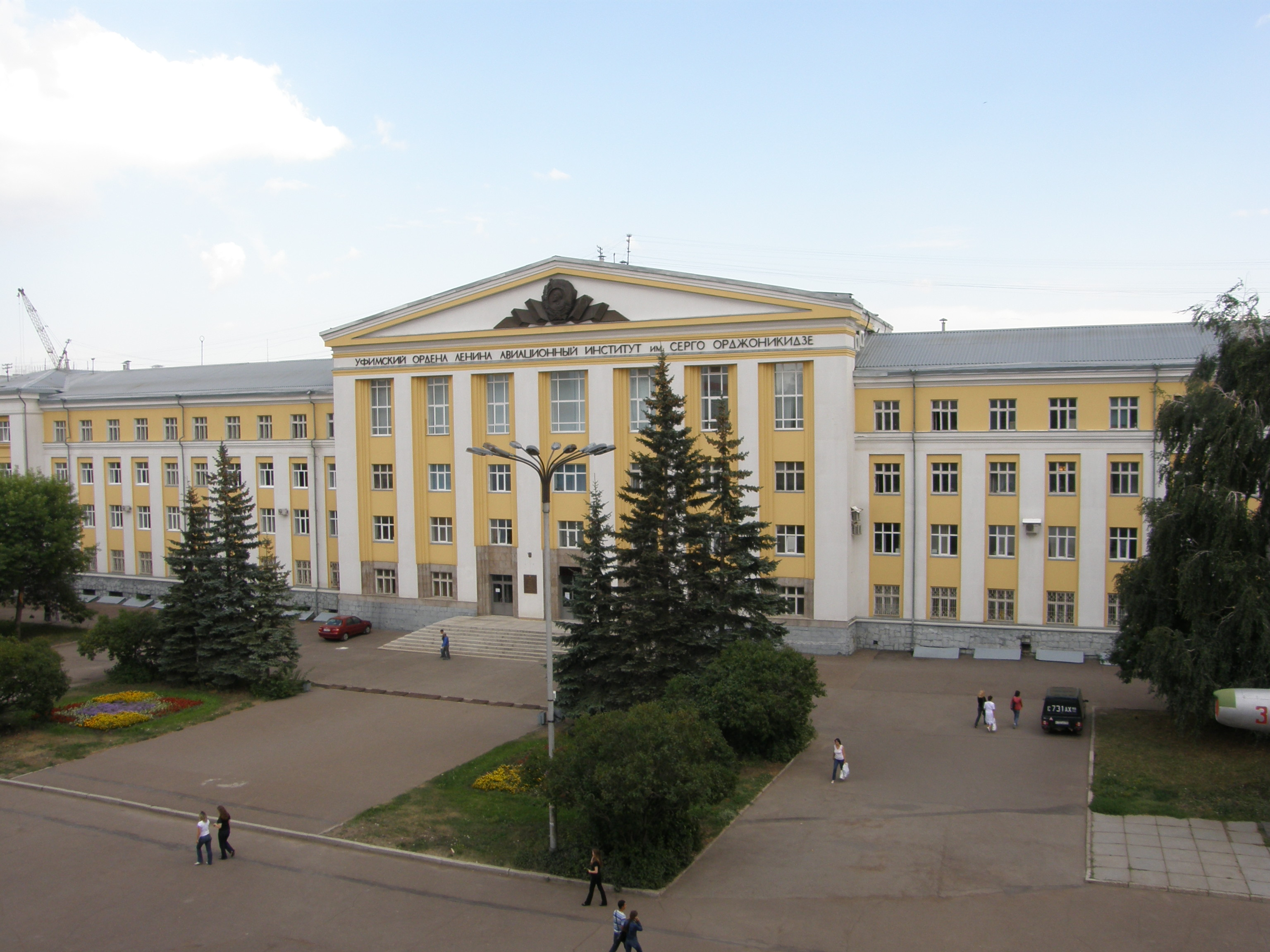
Уфимський державний авіаційний технічний університет

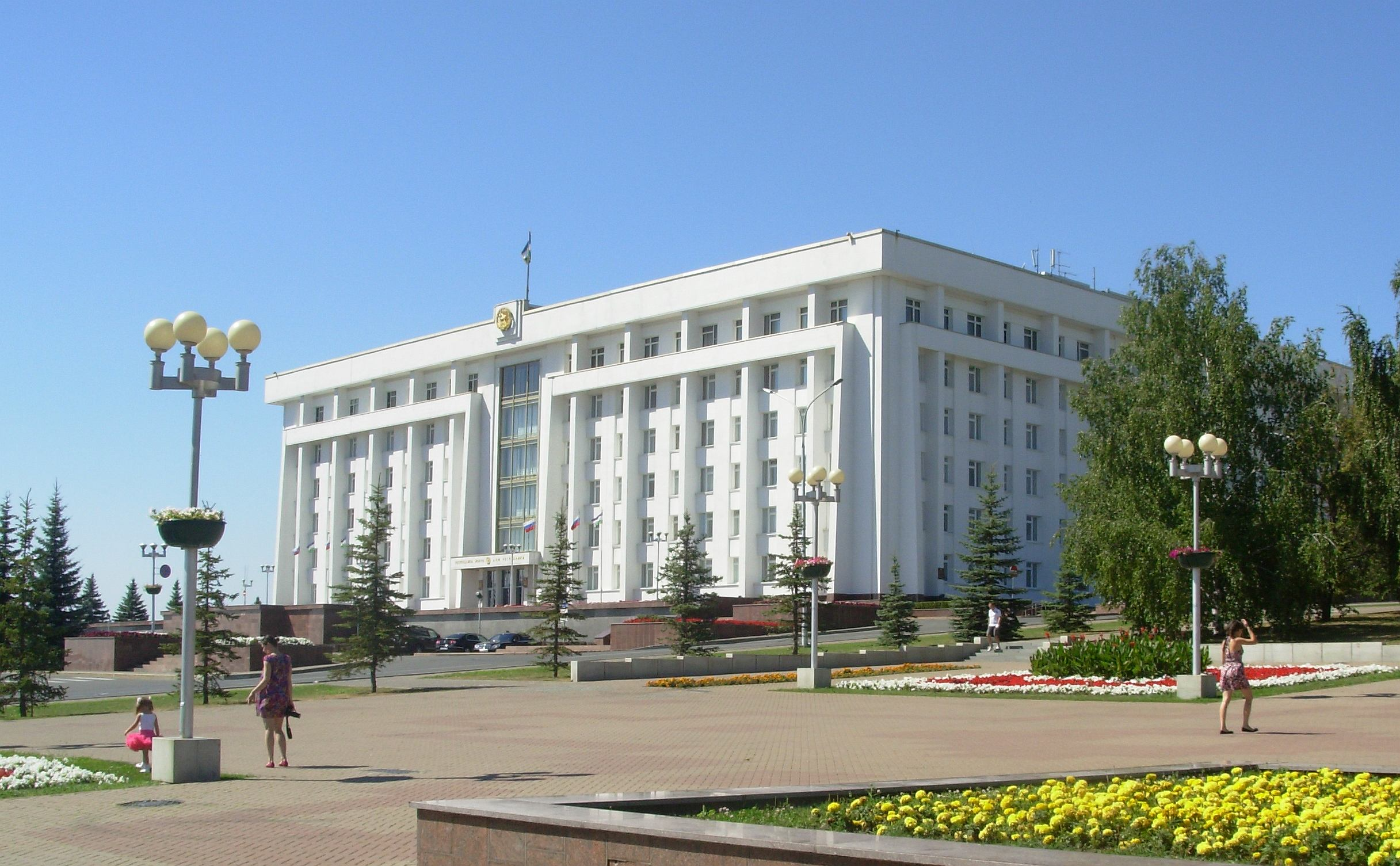
Будинок Уряду Республіки Башкортостан

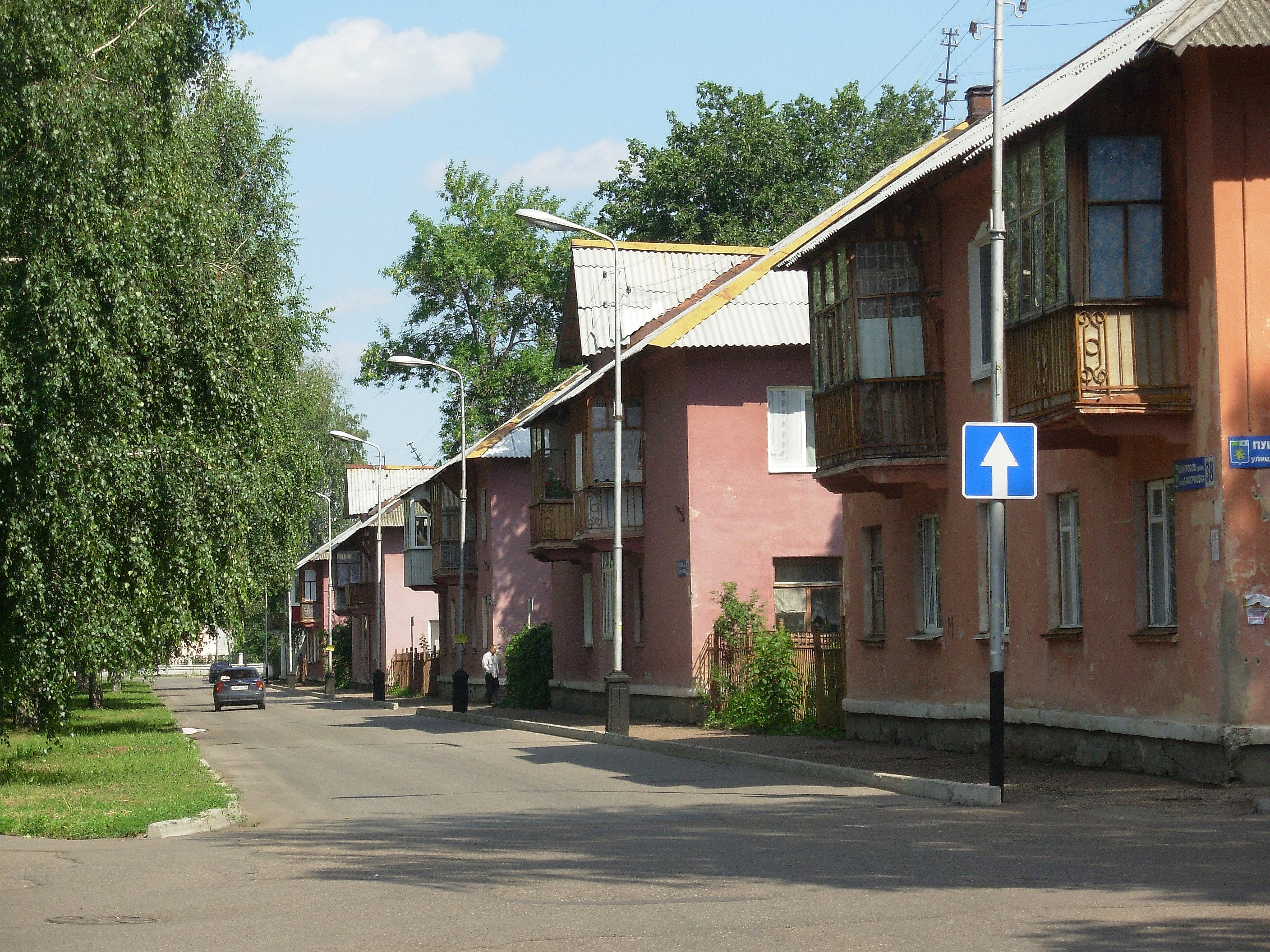
Типові житлові будинки в Салаваті

У 1920-ті роки будівництво перебувало в занепаді. У стильовій близькості до конструктивізму зводяться Будинок-комуна (1930-ті роки, арх. Г. Вагін) і ЦЕС (1929, обидва на вул. Леніна в Уфі). Формується промисловий район з житловим селищем поблизу Уфи, майбутнє місто Черніковськ (кінець 1920-х — початок 1930-х років, арх. М. Гінзбург, Уфа).
У 1930-ті роки в архітектурі Башкортостану відбувається перехід від конструктивізму до неокласики. Перехідний етап так званого постконструктивізму представлений значною кількістю будівель. Їх декоративно-пластичне рішення будувалося на переробці елементів класичного ордеру в напрямі його спрощення та схематизації: будівлі Башспоживспілки (1936—1937, арх. Б. Коршунов), Головпоштамту (1935), Раднаркому БАССР (1935—1937, арх. Н. Зарубін), Наркомлегпрому (1936—1937, арх. Б. Калімуллін, Г. Вагін), Башкирського медичного інституту (1936—1937), готелю «Башкирія» (1937—1941, арх. В. Максимов) та інші. 1935 року в Башкортостані складається перше професійне громадське об'єднання архітекторів, будівельників і цивільних інженерів. Однією з перших будівель, що поклали початок пошукам архітектурних тем, висхідних до місцевої традиції, стала будівля Палацу соціалістичної культури (1934—1937, арх. В. Кокорін, після реконструкції в 1980—1985 р.р. Будинок профспілок на вул. Кірова, 1; арх. Р. Кірайдт, Р. Авсахов).
Післявоєнне будівництво в Уфі, що розвивалося в руслі неокласики, продовжило використання в оздобленні будівель національних декоративно-орнаментальних мотивів: головний корпус Башкирського державного університету (1950—1957, арх. С. і Б. Калімулліни), житловий будинок на вул. Достоєвського (1955, арх. С. Калімуллін). Найзначнішими спорудами цього періоду є Будинок промисловості (1956, арх. А. Любарська, В. Любарський; нині будівля «Башнєфті»), Палац культури імені С. Орджонікідзе (1955, арх. Н. Шабаров), кінотеатри «Перемога» (1949, арх. С. Якшин) і «Родіна» (1954, арх. С. Якшин).
Відхід від неокласики, що почався від 1950-х років і спричинив занепад мистецтва архітектури протягом майже двох десятиліть, супроводжувався широкомасштабною програмою будівництва за типовими проєктами, за якими зводилися не лише житлові будинки, але й громадські будівлі — кінотеатри, палаци культури, палаци спорту, універмаги, що призвело до майже повної втрати індивідуального вигляду міст, втрати їх регіональної специфіки і національного колориту. За короткий проміжок часу з використанням праці ув'язнених[джерело?] у республіці за типовими проєктами були побудовані цілі міста, такі як Салават.

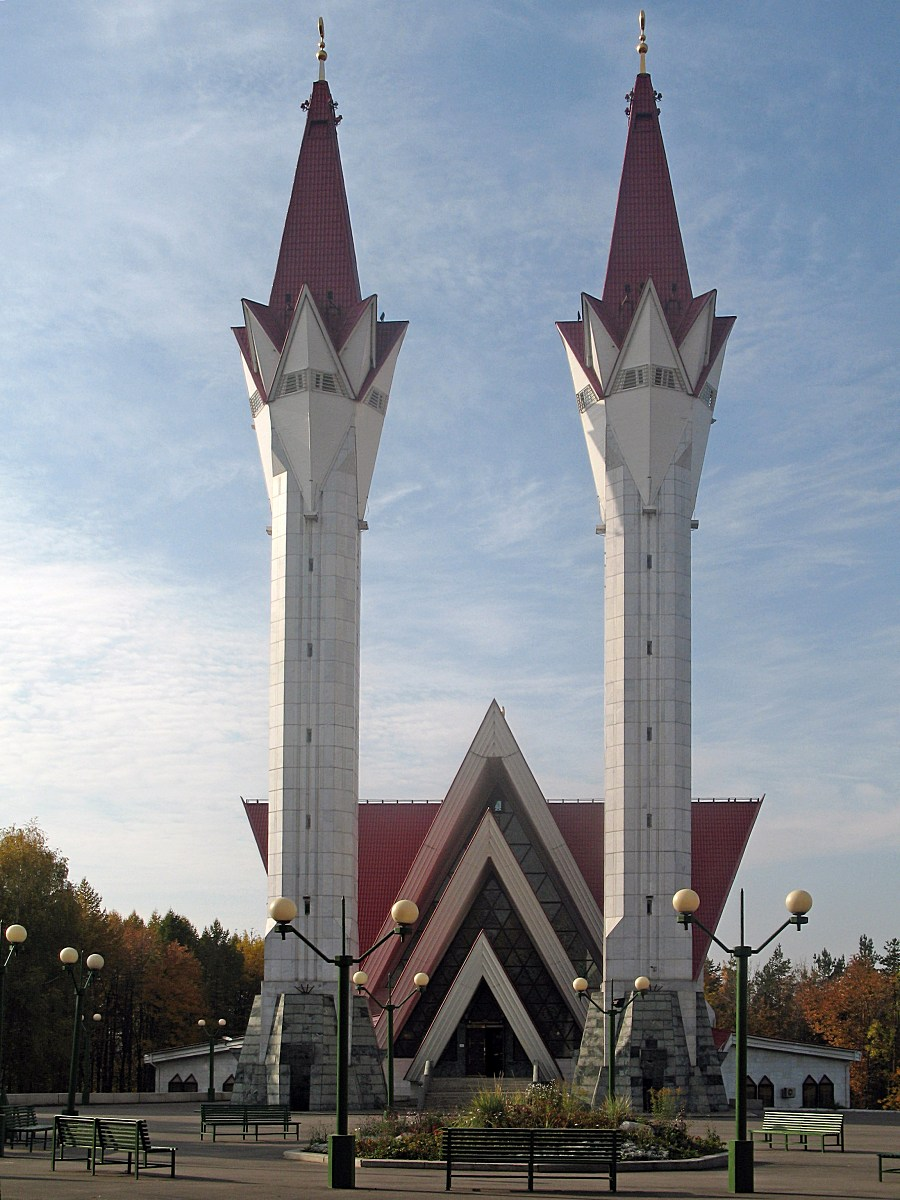
Мечеть «Ляля-Тюльпан»

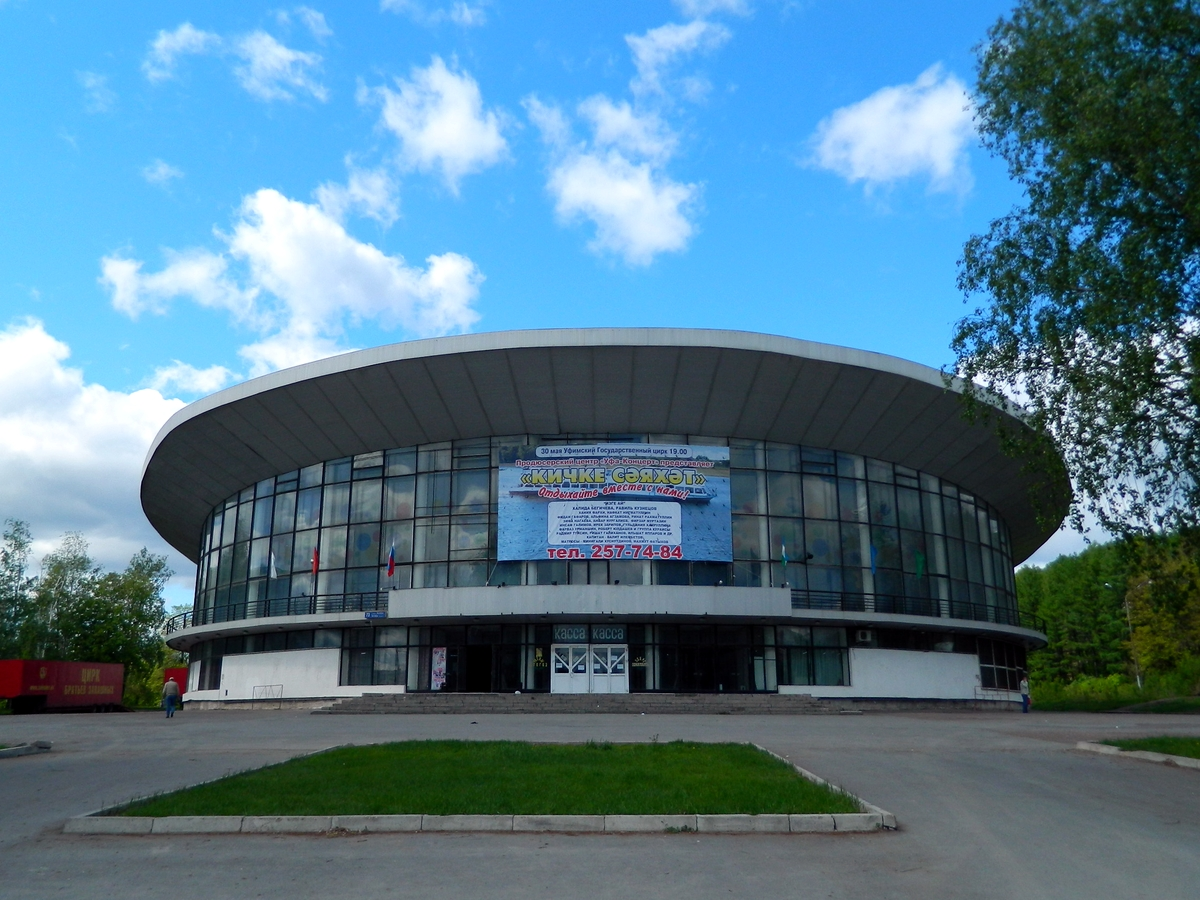
Уфимський державний цирк

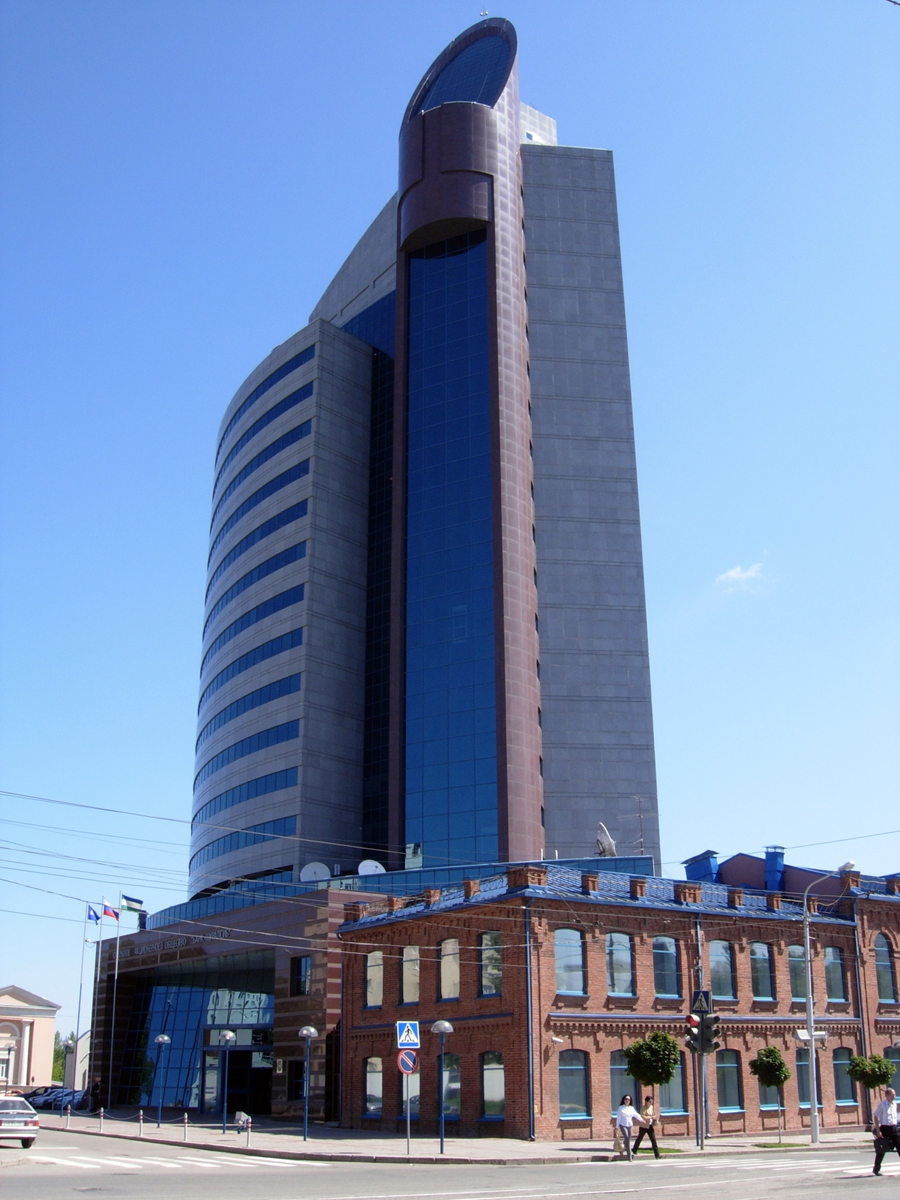
Будівля банку Уралсиб (банк) в Уфі

Від початку 1970-х років починається процес переоцінки принципів типового будівництва, переглядаються генеральні плани міст, у яких більш детально і різноманітно вирішуються питання комплексної організації міської інфраструктури, благоустрою територій. 1969 року в Уфимському нафтовому інституті відкривається Будівельний факультет, де 1977 року відкривається набір студентів на спеціальність «Архітектура». Серед найбільш значущих споруд 1970-1980-х років в Уфі — Будинок актора (1968—1969, арх. Ю. Пацков, А. Семенов), комплекс Училища мистецтв (1971—1973, арх. Л. Хіхлуха, 2-а черга 1996, арх. С. Голдобін), БК нафтовиків (1974—1981, арх. М. Мазін, О. Новіков тощо), комплекс КДБ БАССР (1981—1985, арх. Мазін, О. Тадіашвілі).
Розвиток архітектури в 1980-х — початку 1990-х років характеризується розширенням типології проєктування, виникненням нових архітектурних об'єктів: офісів, представництв комерційних банків, міських особняків і т. д., а також зростанням масштабу заходів, пов'язаних з використанням наявного фонду забудови у великих містах. В Уфі проведено реконструкцію Державного театру опери та балету (1-а черга 1985—1986, арх. Мазін, Пацков; 2-а черга 1992—1994, арх. Мазін), Башкирської державної філармонії (1986—1987, арх. Мазін, Пацков), Меморіальної зони (нині Музей етнографії народів РБ, 1987, арх. Мазін, Пацков), Будинку Спілок (1980—1985, арх. Р. Кірайдт, Р. Авсахов).
1998 року в Уфі відкрилася Уфимська мечеть-медресе «Ляля-Тюльпан» — ісламський культурно-освітній центр (архітектор В. Давлятшин).

## Сучасна архітектура

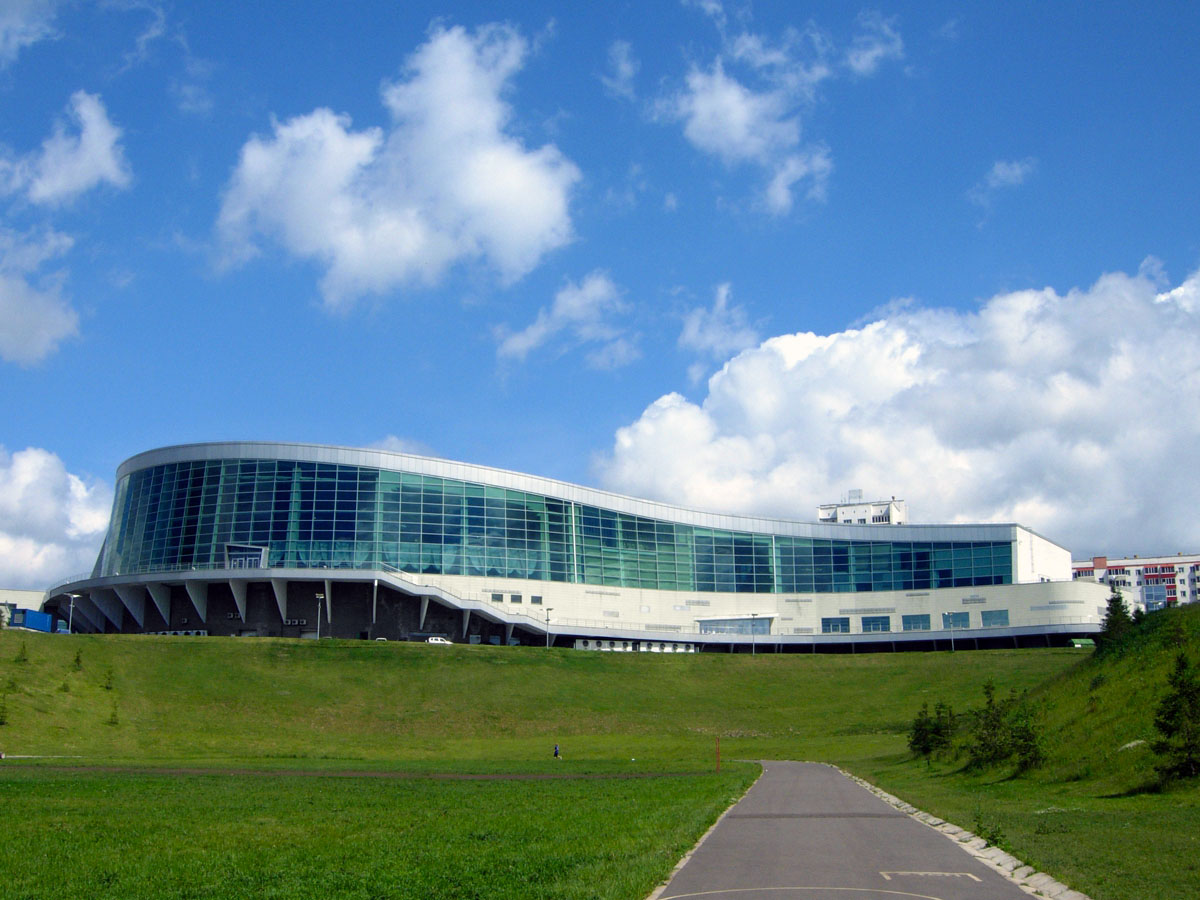
Будівля Конгрес-холл Торатау в Уфі

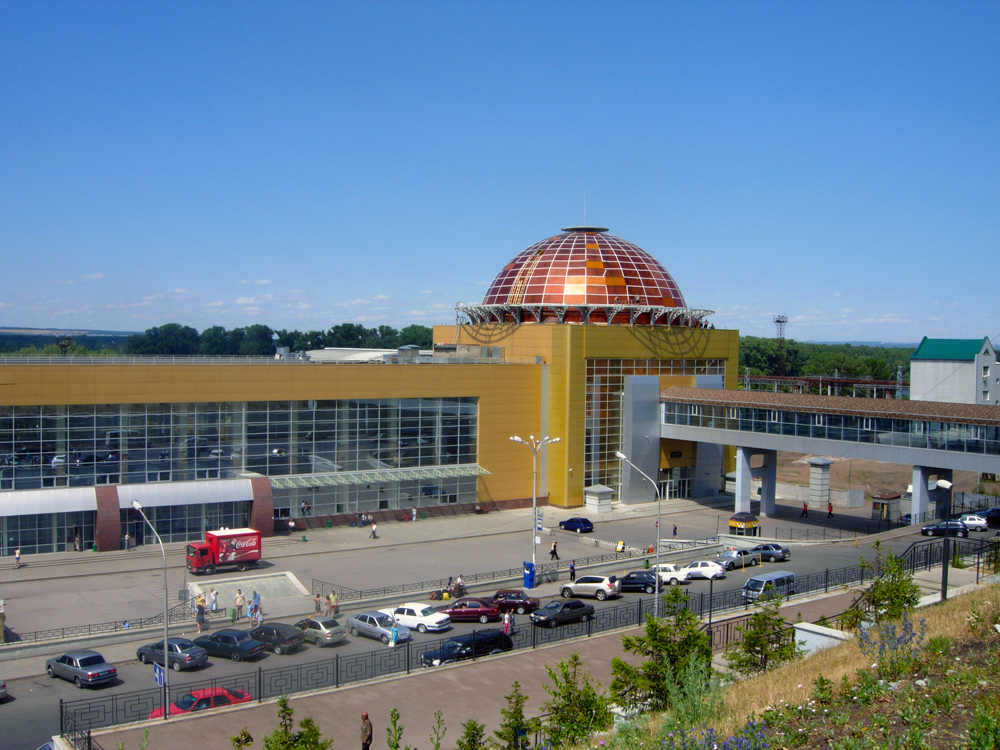
Уфимський залізничний вокзал

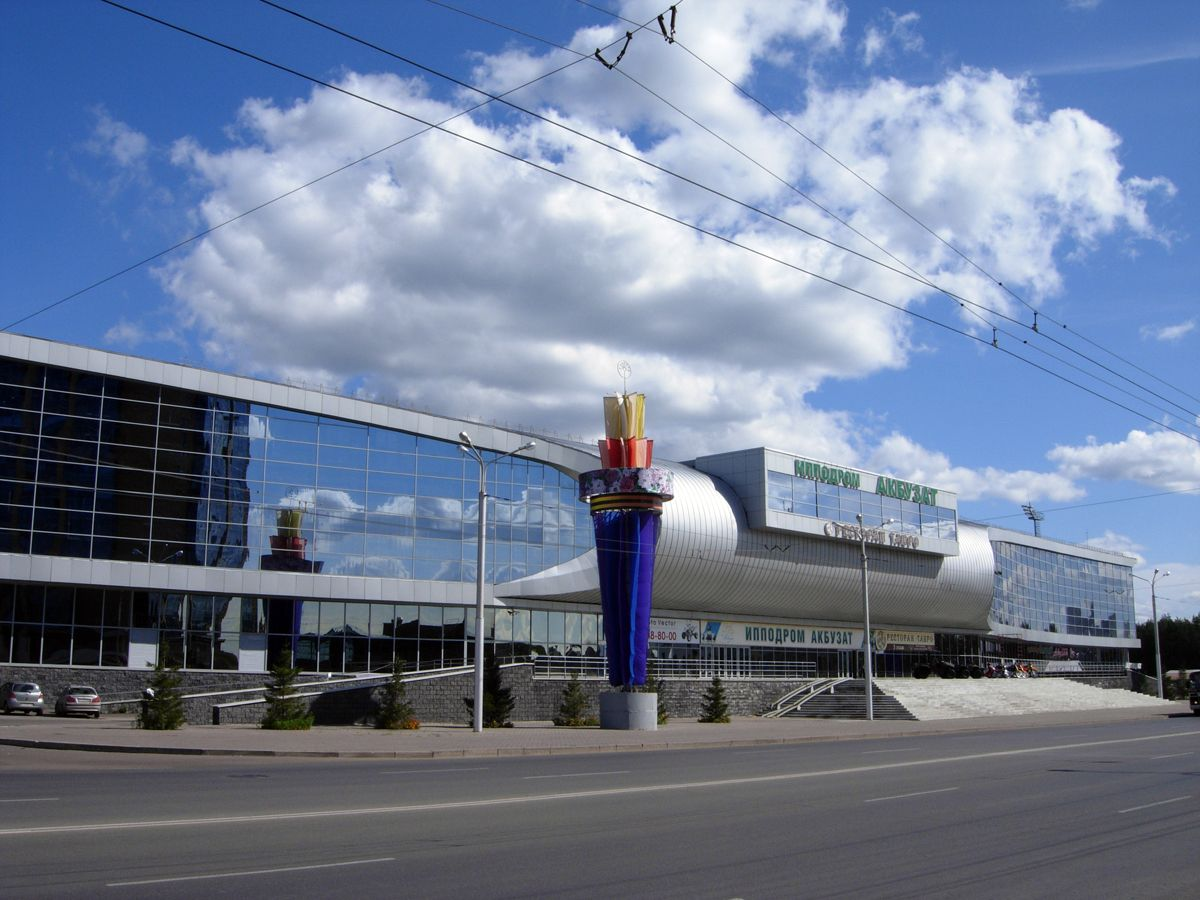
Акбузат (іподром)

Спортивно-концертний комплекс у Салаваті

Сучасні тенденції в архітектурі знайшли відображення в будівлях банків в Уфі — Ощадбанк, Банк «Уралсиб», Башпромбанк, Національний банк, театрів, навчальних закладів, спортивних комплексів, залізничних і автовокзалів (Уфа).
Нині провідними проєктними організаціями з розробки генеральних планів міських і сільських поселень Республіки Башкортостан є ЗАТ «Башкиргромадянпроєкт» і «Башагропромпроєкт».
Нові тенденції в галузі будівництва житла проявилися в таких об'єктах, як житлові комплекси в мікрорайонах Сипайлово, Інорс, Караїдельскому, на вулицях Дорофєєва, Кірова, на проспекті Жовтня в Уфі, житлові будинки в містах Салаваті, Сібаї, Бєлорєцьку, Нефтекамську, Октябрьському, Бірську, в селі Новобілокатай Білокатайського району.

## Освіта
Підготовка архітектурних кадрів для республіки здійснюється на кафедрі «Архітектура», організованій 1971 року на базі Уфимського нафтового інституту, Башкирському архітектурно-будівельному коледжі.
Кафедра архітектури університету УДНТУ від 1986 року є членом Міжнародної асоціації педагогів архітектурних шкіл, а від 1996 року — американської асоціації університетських шкіл архітектури. В університеті від 1978 року функціонують школа юного архітектора, регіональна проєктна школа «Башкирський Дім», дитяча архітектурна майстерня.

## Архітектори
В Башкортостані багато будівель і храмів побудовано за типовими проєктами. До перших архітекторів, які брали участь у проєктуванні міст належать: інженер А. Ротиславський, який склав 1723 року план Уфи, архітектор В. Гесте — став автором першого держплану Уфи; симбірський губернський архітектор І. Тоскані, який запропонував проєкт адміністративного центру міста в 1820-х роках.
Губернський архітектор Щербаков 1822 року займався плануванням уфимських вулиць, архітектор Карвовський Р. І. — автор зимового театру в Уфі, Ессен Ф. Ф. — автор уфимського залізничного вокзалу, Друккер — Поземельного селянського банку, Скповський — Єпархіального жіночого училища, Рудавський П. П. — Аксаковского народного дому.
У XIX столітті в Уфі контроль над архітектурою та будівництвом здійснювало Головне управління шляхів сполучення і публічних будівель (ГУШСіПБ). З 1857 року діяв Будівельний Статут. Таким чином, забудова Уфи регулювалася Статутом та планом 1819 року.
Від 1819 до 1864 року будівельними справами в Уфі займалися комітет з планування Уфи дорожня і Будівельна комісія при Оренбурзькій казенній палаті, потім — будівельне відділення губернського правління. Благоустрій міста перебував у віданні міста, проведення робіт — громадського Уфимського шосейного комітету.
Від 1875 року земській управі було передано будівництво мостів і переправ, утримання будівель. В управі була посада земського архітектора.
У XIX — поч. XX століть губернськими архітекторами і головними архітекторами Уфи були Свєнціцький, Ланевський, Єрохін, Сахалтуєв, Гуськов, Плудермахер.
Для виконання складних проєктів запрошували фахівців із Санкт-Петербурга. У 1870-ті роки для складання проєкту укріплення берега річки Білої поблизу гирла річки Уфи професор Боголюбський і Березін склали проєкт залізничного мосту через річку Білу. Вже в БАССР розробкою генплану Уфи займалася група московських архітекторів під керівництвом професора М. Я. Гінзбурга (М. Барщ, Г. Вегман, В. Владіміров, С. Лісагор). Наступні генплани Уфи розроблялися бригадою Московського ДІПРОМІСТа під керівництвом архітектора Д. Шибаєва (в 1939 р.), пізніше проєктування генплану Уфи перейшло у відання ЛенДІПРОМІСТа.
Нині архітектори республіки об'єднані в організації — Спілка архітекторів, яку в Башкирській АРСР зареєстровано 23 січня 1938 року. Як територіальний підрозділ вона увійшла в Спілку радянських архітекторів. До Спілки входили С. К. Гусєв (1933), головний архітектор Стерлітамака, Н. Ю. Лермонтов (1934), головний архітектор єдиної тоді в Башкортостані проєктної організації «Башпроміст», В. Н. Чапліц (1935), який до революції курирував будівництво шкіл і лікарень в Уфимській і Тургайській губерніях, Б. І. Бай (1935), що став першим головою Башкирської організації Спілки архітекторів.
У довоєнні роки в БАРСР проводилася значна робота зі складання нових і коригування наявних генеральних планів міст Башкортостану: Уфа (1934—1937 роки, бригада під керівництвом архітектора Шибаєва, московське відділення інституту «Діпроміст»), Ішимбай (1938—1939 роки, архітектори А. І. Філонов, Б. Г. Калімуллін, П. І. Трішин, П. П. Дохтуров та ін.), Стерлітамак (1939 рік, арх. С. Г. Калімуллін, Б. Г. Калімуллін та ін.), Бєлорєцьк (1945 рік, арх. С. Г. Калімуллін, Б. Г. Калімуллін та ін.), Бірськ (арх. А. І. Філонов), Баймак, Кумертау, Сібай.
Під час війни багато архітекторів пішло на фронт або було зайнято на роботах, пов'язаних з передислокацією промислових підприємств у тил країни. В Башкортостані серед евакуйованих виявилися найбільший фахівець з промислової архітектури, професор І. С. Ніколаєв, який керував розміщенням в Уфі таких підприємств як Вітамінний завод, а також відомий архітектор, професор Я. Корнфельд, з України — голова Одеської міської РА, директор Одеського художнього музею, професор В. Заболотний (автор будівлі Верховної ради УРСР). Значний внесок у розміщення евакуйованих підприємств в Уфі зробив ленінградський архітектор Д. І. Сметанников (головний архітектор Уфи з лютого 1941 по 1946 рік).
Після війни столицю республіки Уфу повинні були прикрасити величні житлові і громадські будівлі, що утворюють парадну забудову вулиць і площ. Побудовано Палац культури ім. Орджонікідзе (1965 рік, арх. Н. Шабаров) і комплекс забудови по вул. Першотравневій — знамениті «восьмиповерхівки» (1950-ті роки, арх. М. Лисогірський, В. А. Голосов).

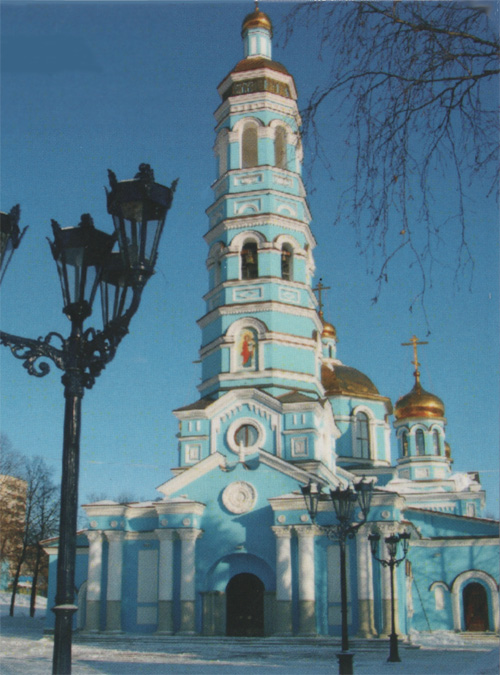
Собор Різдва Богородиці в Уфі

Реалізація проєктів у центрі запізнювалася і припала на кампанію боротьбі з прикрашанням, розпочату М. С. Хрущовим. Встановлення архітектурних деталей зрідка допускалося в тому разі, якщо вони вже були виготовлені і перебували на будмайданчику. Всі проєкти переробляли в напрямку спрощення та схематизації декору, що призводило до великих містобудівних втрат — міська забудова вздовж червоних ліній головних вулиць перетворювалася на задвірки, втрачаючи необхідні їй представницькі якості, силует і масштаб (житловий будинок на вул. Леніна, В. Нудельман, 1956 рік і на вул. Революційній, 1957 рік, І. Ф. Мінкін).
У повоєнні роки активізувалася робота з відновлення і реорганізації санаторіїв республіки, більшість з яких використовувалися як шпиталі. У 1946-1960-і роки з'явилися планування санаторіїв «Юматово», «Аксакова», «Янган-Тау», «Красноусольськ» тощо.

Асія (мечеть)

Від початку 1970-х років починається процес переоцінки якостей типового будівництва, що призвів до появи великої кількості перероблених типових проєктів, більш гнучких і комфортабельних серій, нових типів обробки. Зводяться Уфімський державний цирк (арх. Г. Напрієнко), готель «Росія» (арх. Ю. Пацков, Е. Павлова), Палац спорту, універмаг «Уфа», кінотеатр «Іскра».
Розвиток сучасної архітектури Башкортостану постперебудовного періоду характеризується появою таких об'єктів як бізнес-центри, міські особняки, елітні житлові комплекси. Цьому сприяло створення при Спілці архітекторів Башкортостану творчої організації «Уфаархпроєкт» (1988, А. Клемент), що швидко висунулася в число провідних проєктних організацій республіки. На сьогодні, поєднуючи найзначніші архітектурні сили, творча архітектурна фірма «Архпроєкт» веде будівництво найбільших житлові і громадських будівель і комплексів.
Значний внесок у розвиток архітектури республіки зробили зодчі, відзначені почесними званнями Росії і Башкортостану:
- заслужені архітектори Росії — Ф. І. Рехмуков[ru][4], Р. І. Кірайдт (будівля Авіаційного технікуму, житлові будинки («круглий» будинок у мікрорайоні Уфи Північний, 1981; 12-поверховий будинок у мікрорайоні Телецентр, 1982; будинки терасного типу в мікрорайоні Янаульський, 1991, лікувально-оздоровчі корпуси в санаторії «Асси»), А. Ф. Козлов (Палац нафтовиків ім. С. М. Кірова (1961) і Дитячий туберкульозний санаторій в Ішимбаї (1973), генеральні плани міст Ішимбая, Нєфтєкамська, Октябрьського, сіл Дюртюлі, Зілаїр, Малояз, Мраково, сел. Приютова, Серафимівського тощо), Б. Г. Калімуллін, І. І. Мироненко (голова правління Спілки архітекторів БАССР протягом 1966—1968 років), І. Н. Сабітов (будівлі адміністрації Радянського району Уфи, більше 20 мечетей).
- лауреати державної премії РБ ім. С. Юлаєва — А. В. Клемент, Л. В. Хихлуха, С. А. Голдобін, С. Б. Голдобина (проєкти будівлі банку «Восток» (1990), адміністративні корпуси ВАТ «Башкиренерго» (1999—2001); реконструкція Верхньо-Торговельної площі та будівлі Гостиного двору в Уфі (1995—2000)), А. В. Давиденко, В. В. Давлятшин (мечеть «Ляля-Тюльпан»).
- заслужені будівельники Республіки Башкортостан — М. П. Мазін (Башкирська державна філармонія, БК нафтовиків, комплекс КДБ БАРСР, Республіканський суспільно-політичний центр), Ю. А. Пацков (готель «Росія» (1967), Будинок актора (1970), реконструкція БДТОіБ (1986, 2000), Башкирська філармонія (1987)), І. Ф. Мінкін, А. С. Дмитрієнко, Н. М. Мухамадєєв, О. В. Новіков, Ф. Б. Калімуллін, П. С. Колосов, Р. Х. Ахмадієв,
- заслужені архітектори Республіки Башкортостан — Р. Р. Авсахов, Г. П. Гаріпов, Л. Ш. Дубинський, С. А. Голдобін, В. Ф. Сафарова, М. Н. Сахаутдінова, О. С. Тадіашвили, М. Р. Батирова, П. П. Петров, Д. Ф. Ахметшин, З. З. Багаутдінов, Д. А. Вінкельман, Р. Г. Садрісламов, А. М. Сарваров, О. А. Томілов, В. С. Фірсов, С. А. Харічков, Р. Т. Хайруллін, У. Г. Ураскін, Р. М. Маскулов, А. А. Андріанов, К. А. Донгузов, Т. В. Мелякова, Д. Д. Халітов, Р. І. Халіуллін.

У 2000-ті роки сучасні тенденції розвитку архітектури Башкортостану представлені новими об'єктами культури — музей Бойової Слави (2000 рік, арх. Д. А. Вінкельман), Національний молодіжний театр ім. М. Каріма (2002 рік, арх. К. А. Донгузов, Д. Ю. Мірсаяпов), Розважальний комплекс «Вогні Уфи» (2003 рік, арх. Р. Х. Ахмадєєв, С. Е. Мігранова, А. У. Байрамгаліна), новими адміністративними, культовими і торговими будівлями — Башкирське відділення Пенсійного фонду РФ (2005 рік, О. А. Томілов, П. В. Скулімовська), Кафедральний соборний храм Різдва Богородиці (2004 рік, К. А. Донгузов, Е. А. Фаворська, Д. А. Павлов), Центр торгівлі й розваг «Мир» (2004 рік, О. А. Байдин), торговий центр «Іремель» (2005 рік, арх. Р. М. Маскулов), торговий центр «Європа» (2007, арх. Д. А. Вінкельман).
Найзначнішими спорудами останнього часу в Уфі стали будівлі «Башпромбанку» (1996, арх. Л. Ш. Дубинський), Національного банку (1995 А. С. Расулєв), «Соцінвестбанку» (1997, арх. М. О. Єсі, В. Н. Соловйов), мечеті «Ляля-Тюльпан» (1998, В. В. Давлятшин, Кірайдт), театру «Нур» (2000, арх. П. М. Андрєєв, Г. Г. Богатирьова), Республіканського музею Бойової Слави (2000, арх. Д. А. Вінкельман), Національного молодіжного театру (2002, арх. К. А. Донгузов, Д. Ю. Мирсаяпов).
Проводилася реконструкція БАТД (1999, арх. В. Л. Воскресенська), Гостинного двору (1999, арх. Голдобін, С. В. Голдобина, А. В. Давиденко), церкви Різдва Богородиці (2004, арх. Донгузов, Д. А. Павлов, Є. А. Фаворська), реставрація Будинку-музею С. Т. Аксакова, Богородсько Уфимської церкви Дмитра Солунського, церкви з відтворенням родового маєтку Аксакових в с. Надєждіно Белебеївського району (1991, арх. З. М. Хатмулліна). Ведеться будівництво нового корпусу Башкирського державного художнього музею імені М. В. Нестерова.